# 吉利洋行
36°3′46.7″N 120°18′58″E / 36.062972°N 120.31611°E
吉利洋行又称吉利百货公司，原址位于中国山东省青岛市市南区广西路26号，建于1911-1912年，德国建筑师李希德设计，1994年拆除。

## 历史

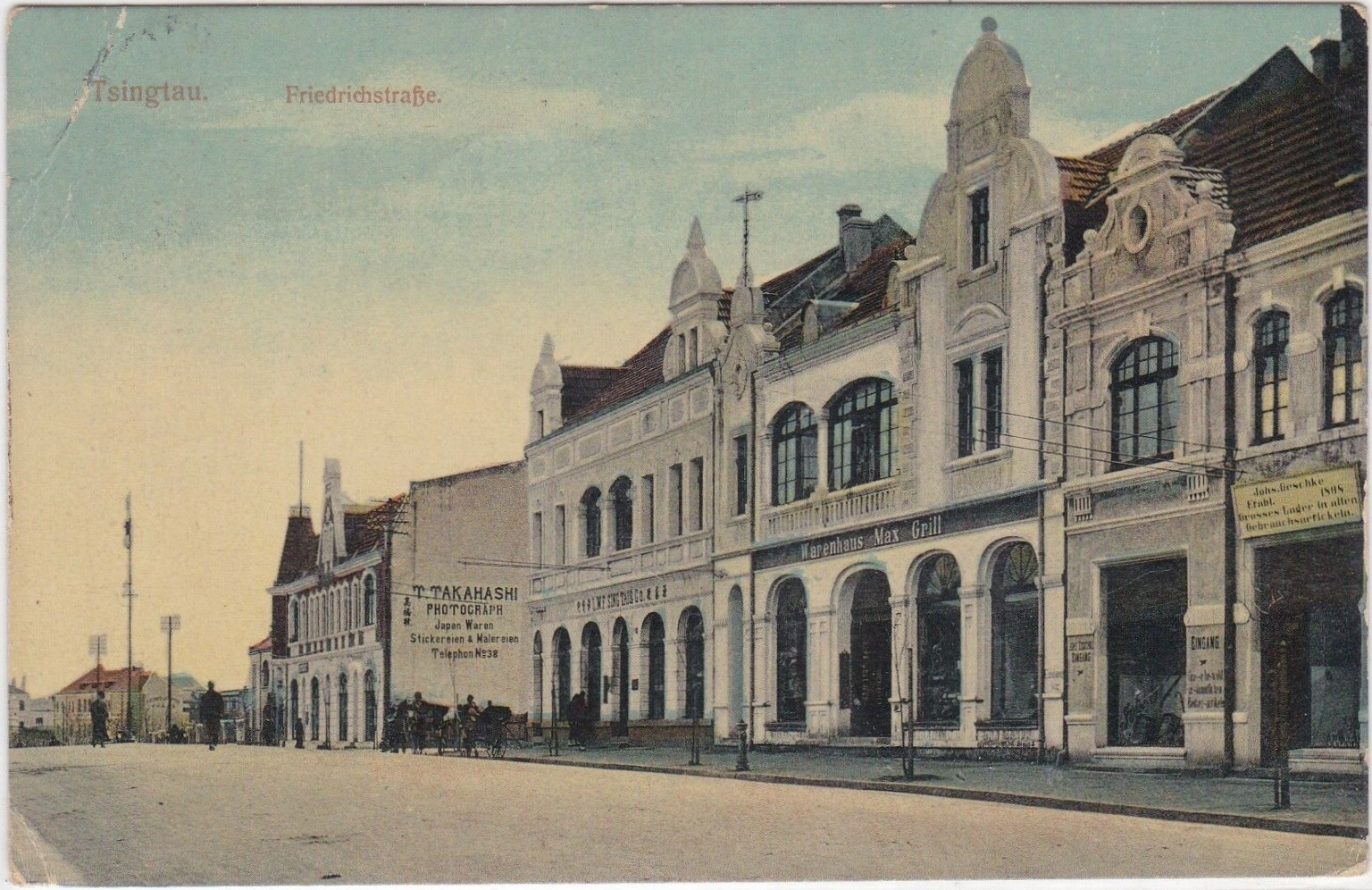
吉利洋行发行的明信片：德占时期的中山路，中间偏右侧为吉利洋行在中山路的早期店址，即今中山路88-90号商业楼

吉利洋行（德語：Warenhaus Max Grill）为德国人马克斯·格里尔（Max Grill）所创办。马克斯·格里尔生于1881年，约1901-1902年间到青岛谋生，不久便在弗里德里希街（Friedrichstraße，今中山路）开设了吉利洋行，并兼任宝满洋行（Warenhaus Arnold Baumann）二楼大都会旅馆（Hotel Metropole）的经理。数年后，格里尔购买了海因里希亲王街（Prinz-Heinrich-Straße，今广西路）与阿尔贝特街（Albertstraße，今安徽路）路口西南角的地块，并于1911年在此建设了吉利洋行百货大楼，由建筑师李希德（Paul Friedrich Richter）设计，1912年4月竣工。
据吉利洋行1913年的广告，该行自称为青岛最大的专业百货商店，经营范围包括手工制品、流行商品、男女时装、童装、内衣、床上用品、新潮服饰用品、珍珠饰品、香水、化妆品、玻璃器皿、瓷器、葡萄酒、甜烧酒、香烟、烟叶等等，批发与零售业务兼营。另外还设有观赏园艺部和商业园艺部，及花卉、种子和植物供应部，配置社交场合必需的花束、花环、花篮及宴席装饰品，同时经营荷兰、日本和中国花卉的进出口贸易。
1914年青岛战役爆发后，格里尔应召入伍，并在日军占领青岛后作为战俘被押往日本，其财产也被没收。吉利洋行大楼1927至1928年间可能曾为胶济铁路青岛中学（今青岛六十六中）校址。1919年格里尔被释放后，于1926年选择回到中国，并于1927至1928年间回到青岛，买回了广西路的吉利洋行大楼，并重新开设吉利洋行百货商店，直至1940年代。1947年，格里尔离开中国，1966年逝世于威斯巴登。广西路吉利洋行旧址1949年后为民宅、商店。1994年，吉利洋行旧址与街区内的国民党青岛市党部大楼等历史建筑一并被拆除，原址新建华能大厦。

## 建筑特色
吉利洋行百货大楼位于广西路安徽路路口西南角，地上3层，地下1层，钢筋混凝土结构。主入口设于街角处，一层外墙以纵向的花岗岩粗石装饰，用以分割商店临街的橱窗。二、三层设壁柱与分组排列的条形方窗，顶部起拱券式山墙，其他部分处理为栏杆形的女儿墙。街角处的屋顶处理为红瓦蒙莎屋顶。建筑整体装饰简洁，和谐匀称。其外立面处理手法与建筑师李希德同时期设计的海因里希亲王饭店旅馆部相似。德国学者托尔斯滕·华纳（Torsten Warner）认为建筑师设计该建筑时采取了欧洲大城市百货商店的建筑形式，其售货区分占多个楼层，此种形式产生于十九世纪末。